# Yūsuke Nishiyama
Yūsuke Nishiyama (japanisch 西山 雄介 Nishiyama Yūsuke; * 18. September 1994 in Tokio) ist ein japanischer Fußballspieler.

## Karriere
Nishiyama erlernte das Fußballspielen in der Jugendmannschaft von Yokogawa Musashino und der Universitätsmannschaft der Yamanashi-Gakuin-Universität. Seinen ersten Vertrag unterschrieb er 2017 beim YSCC Yokohama. Der Verein spielte in der dritthöchsten Liga des Landes, der J3 League. Für den Verein absolvierte er 22 Ligaspiele. Im Juli 2018 wechselte er zum Ligakonkurrenten Gainare Tottori. Bei dem Verein aus der Präfektur Tottori stand er bis Ende 2020 unter Vertrag. Für Tottori absolvierte er 33 Spiele. Im Februar 2021 wechselte er in die vierte Liga. Hier schloss er sich dem Tōkyō Musashino United FC an. Für den Verein aus Musashino absolvierte er 22 Viertligaspiele. Im Januar 2022 verpflichtete ihn der Drittligist YSCC Yokohama. Dort war er bis zum Saisonende aktiv und erzielte in fünf Ligaspielen einen Treffer. Anschließend wechselte Nishiyama am 22. November 2022 weiter zum australischen Fünftligisten Banyule City SC in die Victorian State League 1.